# Feuchy British Cemetery
Feuchy British Cemetery is een Britse militaire begraafplaats met gesneuvelden uit de Eerste Wereldoorlog, gelegen in de Franse gemeente Feuchy (Pas-de-Calais). De begraafplaats werd ontworpen door Edwin Lutyens en ligt  op een lichte helling aan de Rue de la Chapelle vlak bij de Église Saint-Vaast. Ze heeft een rechthoekig grondplan met een oppervlakte van ongeveer 1.230 m² en wordt omgeven door een natuurstenen muur. De toegang bestaat uit een natuurstenen poortgebouw met een boogvormige doorgang en een tentdak. Centraal tegen de achterste muur staat het Cross of Sacrifice. De begraafplaats wordt onderhouden door de Commonwealth War Graves Commission.
Er worden 209 doden herdacht.

## Geschiedenis
Op 9 april 1917, de eerste dag van de Slag bij Arras, werd de gemeente door de 15th (Scottish) Division veroverd maar bij het Duitse lenteoffensief eind maart 1918 terug uit handen gegeven. In augustus van datzelfde jaar werd ze heroverd.
De begraafplaats werd in april 1917 door de 12th Division aangelegd en tot maart 1918 gebruikt. Na de herovering van het dorp werden nog enkele graven aan toegevoegd. 
Het huidige perk I werd in 1926 heraangelegd om de bouw van een treinstation mogelijk te maken. De spoorweg loopt nu direct achter de begraafplaats.
Er liggen 208 Britten en 1 Canadees begraven. Voor 2 Britten werden Special Memorials opgericht omdat hun graven door artillerievuur werden vernietigd en niet meer teruggevonden.

## Graven

### Onderscheiden militairen
- Robert Henry Oxtoby, kanonnier bij de Royal Field Artillery werd onderscheiden met de Distinguished Conduct Medal (DCM).
- de sergeanten W. Holden, Albert Kennard, W. L'Hirondelle en C. Smith, artillerist William Henry Reynolds en soldaat Fred Bettles ontvingen de Military Medal (MM).

### Aliassen
- kanonnier David Mitchell diende onder het alias W. Smith bij de Royal Garrison Artillery.
- artillerist J. Colhoun diende onder het alias J. Cullen bij de Royal Garrison Artillery.